# Liste der Kulturdenkmäler in Breitscheid (Westerwald)
In der Liste der Kulturdenkmäler in Breitscheid sind alle Kulturdenkmäler in den Ortsteilen Hollig, Siebenmorgen und Verscheid der rheinland-pfälzischen Ortsgemeinde Breitscheid aufgeführt. In den übrigen Ortsteilen sind keine Kulturdenkmäler ausgewiesen. Grundlage ist die Denkmalliste des Landes Rheinland-Pfalz (Stand: 9. Februar 2023).

## Einzeldenkmäler
| Bezeichnung                                       | Lage                                               | Baujahr         | Beschreibung | Bild                           |
| ------------------------------------------------- | -------------------------------------------------- | --------------- | --- | ------------------------------ |
| Fockenbachsmühle                                  | Hollig, südöstlich des Ortes im Fockenbachtal Lage | 18. Jahrhundert | Fachwerkhaus, teilweise massiv, Krüppelwalmdach, 18. Jahrhundert | BW                             |
| Katholische Kapelle St. Quirin                    | Siebenmorgen, Dasbacher Straße Lage                | 1877/78         | kleiner Bruchsteinbau, 1877/78 erbaut 1677 erstmals urkundlich erwähnt, 1854 umfassend saniert, 1877/78 vollständig neu erbaut; bis 1844 und ab 1952 dem hl. Quirinius geweiht, von 1844 bis 1952 dem hl. Simon | weitere Bilder Fotos hochladen |
| Katholische Kapelle Zu den Sieben Schmerzen Mariä | Verscheid, Waldbreitbacher Straße 18 Lage          | 1615            | Saalbau in spätgotischen Formen, wohl von 1615 | BW                             |